# Bitwa nad rzeką Krimissos
Bitwa nad rzeką Krimissos – starcie zbrojne, które miało miejsce w roku 340 p.n.e. w trakcie wojen Kartagińczyków z Syrakuzami (kampania przeciwko korynckiemu wodzowi Timoleonowi).
Armia kartagińska pod wodzą Hazdrubala i Hamilkara liczyła 10 000 Kartagińczyków, z czego 3 000 służyło w elitarnym Świętym Zastępie. Wojska te uzupełniały zastępy najemnych Iberów, Ligurów i Celtów (łącznie 20 000 zbrojnych). Timoleon zgromadził 12 000 wojowników.
Po przekroczeniu przez Kartagińczyków rzeki Krimissos wojska Hamilkara zostały zaatakowane niespodziewanie z pobliskich wzgórz przez Greków. Wozom bojowym Hazdrubala udało się odeprzeć szarżę konnicy przeciwnika, były jednak bezsilne wobec najeżonej włóczniami falangi hoplitów greckich. Gdy część wojsk kartagińskich znalazła się już na drugim brzegu rzeki i włączała się do walki, nic nie wskazywało na ich porażkę. Wówczas rozpętała się ogromna burza gradowa, w wyniku której potonęło wielu Kartagińczyków. Wojsko Hazdrubala rozpoczęło odwrót. Grecy ścigali przeciwnika dokonując jego masakry. Wyginął cały Święty Zastęp i około 10 000 innych punickich wojów. Timoleon zdobył obóz kartagiński i cenne łupy, które odesłał do Koryntu.
Porażka pod Krimissos na szczęście dla Kartagińczyków nie zadecydowała o losach wojny, ponieważ po ich stronie stanęli tyrani miast graeckich na Sycylii wrodzy Timoleonowi. Mimo to możnowładcy kartagińscy skazali na śmierć Hazdrubala winnego klęski swoich wojsk. Nowa armia pod wodzą Giskona wysłana wkrótce na Sycylię rozbiła 2 oddziały Timoleona pod Iaitos i Messaną, ale równocześnie Timoleon zwyciężył wspieranych przez oddziały kartagińskie najsilniejszych tyranów. W tej patowej sytuacji Timoleon i Giskon zawarli pokój (339 p.n.e.) — Kartagina utrzymywała swoje posiadłości na Sycylii (i Timoleon zobowiązał się ich nie naruszać), ale równocześnie zobowiązała się do niewspierania w żaden sposób przeciwników Timoleona w pozostałej części Sycylii.